# 3 april
3 april är den 93:e dagen på året i den gregorianska kalendern (94:e under skottår). Det återstår 272 dagar av året.

## Återkommande bemärkelsedagar

### Helgdagar
- Påskdagen firas i västerländsk kristendom för att högtidlighålla Jesu återuppståndelse efter korsfästelsen, åren 1825, 1831, 1836, 1904, 1983, 1988, 1994, 2067, 2078, 2089.

## Namnsdagar

### I den svenska almanackan
- Nuvarande – Ferdinand och Nanna
- Föregående i bokstavsordning
  - Ferdinand – Namnet infördes på dagens datum 1721 och har funnits där sedan dess.
  - Florence – Namnet infördes 1986 på 20 juni. 1993 flyttades det till dagens datum, men utgick 2001.
  - Gunvi – Namnet infördes på dagens datum 1986, men utgick 1993.
  - Gunvor – Namnet infördes på dagens datum 1986, men flyttades 1993 till 3 mars, där det har funnits sedan dess.
  - Nanna – Namnet infördes 1901 på 5 april och fanns där fram till 2001, då det flyttades till dagens datum.
- Föregående i kronologisk ordning
  - Före 1721 – ?
  - 1721–1900 – Ferdinand
  - 1901–1985 – Ferdinand
  - 1986–1992 – Ferdinand, Gunvi och Gunvor
  - 1993–2000 – Ferdinand och Florence
  - Från 2001 – Ferdinand och Nanna
- Källor
  - Brylla, Eva (red.): Namnlängdsboken, Norstedts ordbok, Stockholm, 2000. ISBN 91-7227-204-X
  - af Klintberg, Bengt: Namnen i almanackan, Norstedts ordbok, Stockholm, 2001. ISBN 91-7227-292-9

### Finlandssvenska almanackan
- Nuvarande från 1929[1] – Ferdinand
- I föregående revideringar[a][2]
  - inga ändringar sedan 1929

## Händelser
- 419 – Eulalius, som har varit motpåve sedan 27 december året före (dagen innan Bonifatius I har valts till påve), blir avsatt av en synod i Rom, då kejsar Honorius erkänner Bonifatius som den rättmätige påven. Sedan de bådas påveval har det nämligen rått tvist om vem som ska vara rättmätig och i väntan på att saken ska lösas har båda blivit utvisade från Rom (Eulalius har emellertid stannat i staden och hans anhängare har råkat i strid med Bonifatius anhängare). Efter avsättningen utses Eulalius dock till biskop i Kampanien. När Bonifatus dör 422 lanseras Eulalius ånyo som kandidat till påvestolen, men då vägrar han gå med på utnämningen och han dör året därpå.
- 1287 – När påven Honorius IV avlider kommer påvestolen att stå tom i nästan ett år, innan Nicolaus IV väljs till ny påve den 22 februari 1288.
- 1783 – Den amerikanske parisambassadören Benjamin Franklin och den svenske greven Gustaf Philip Creutz undertecknar i Paris en vänskaps- och handelstraktat å sina länders vägnar. Detta blir det första avtal USA sluter med ett land, som inte är direkt involverat i det ännu pågående amerikanska revolutionskriget och Sverige blir därigenom det första neutrala landet, som erkänner den nya amerikanska unionen.
- 1889 – Lundsgårdmeteoritens nedslag, tredje bevittnade meteoritnedslag i Sverige
- 1922 – Josef Stalin utses till generalsekreterare i sovjetiska kommunistpartiets centralkommitté. Då sovjetledaren Vladimir Lenin strax därefter drabbas av slaganfall och under de två åren fram till sin död 1924 mer och mer tvingas bort från politiken på grund av sin vacklande hälsa, kan Stalin gradvis öka sin makt och har vid Lenins död en stark utgångspunkt för att vinna den maktkamp, som därefter följer inom sovjetledningen.
- 1936 – Den tysk-amerikanske snickaren Bruno Hauptmann blir avrättad i elektriska stolen i Trenton State Prison. Han har mot sitt nekande dömts skyldig till kidnappandet av och mordet på flygaren Charles Lindberghs tvåårige son 1932, men under senare år har Hauptmanns skuld blivit ifrågasatt.
- 1973 – Världens första samtal med en handhållen mobiltelefon rings från korsningen av 56:e gatan och Lexington Avenue i New York. Uppfinnaren Martin Coopers prototyp väger omkring 1 kilo och batteriet håller ungefär i 20 minuter.
- 2004 – Göran Hägglund efterträder Alf Svensson som partiledare för Kristdemokraterna. Svensson har innehaft posten sedan 1973 och är därmed den långvarigaste partiledaren genom tiderna i Sveriges riksdag.
- 2008 – Lidragatan i Cyperns huvudstad Nicosia, som har varit stängd med en mur sedan 1964, öppnas, vilket är ett första steg mot en lösning av Cypernfrågan (att ön sedan den turkiska invasionen 1974 är delad i en nordlig, turkisk del och en sydlig, grekisk del).

## Födda
- 1367 – Henrik IV, kung av England och herre över Irland 1399-1413
- 1581 – Johannes Rudbeckius, svensk kyrkoman, biskop i Västerås stift från 1619, grundare av Sveriges första gymnasium och flickskola
- 1593 – George Herbert, brittisk poet och präst
- 1756 – Carl Gustaf af Leopold, svensk poet, ledamot av Svenska Akademien från 1786 (döpt denna dag)
- 1771 – Hans Nielsen Hauge, norsk lekmannapredikant
- 1780 – Abraham Rydberg, svensk grosshandlare och donator
- 1783 – Washington Irving, amerikansk författare
- 1799 – John Pendleton King, amerikansk demokratisk politiker, senator för Georgia 1833–1837
- 1858 – Bert M. Fernald, amerikansk republikansk politiker, guvernör i Maine 1909–1911, senator för samma delstat 1916-1926
- 1859 – Jean Grafström, svensk skådespelare och sångare
- 1860 – Frederik Willem van Eeden, nederländsk författare
- 1863 – Henry van de Velde, belgisk målare, arkitekt och formgivare
- 1866 – James Hertzog, sydafrikansk politiker, Sydafrikas premiärminister 1924–1939
- 1868 – Elijah S. Grammer, amerikansk republikansk politiker och affärsman, senator för Washington 1932–1933
- 1877 – Karl C. Schuyler, amerikansk republikansk politiker, senator för Colorado 1932–1933
- 1880 – Yngwe Nyquist, svensk skådespelare, opera- och operettsångare
- 1881 – Alcide De Gasperi, italiensk politiker
- 1893 – Leslie Howard, brittisk skådespelare
- 1894 – Ragnar Bergh, svensk folkskoleinspektör och politiker
- 1895 – Luigi Traglia, italiensk kardinal
- 1898 – Michel de Ghelderode, belgisk författare och journalist
- 1902 – Lisa Wirström, svensk skådespelare
- 1905 – Lisa Tunell, svensk sångare (kontraalt)
- 1913 – Per Borten, norsk politiker, Norges statsminister 1965–1971
- 1918 – Sixten Ehrling, svensk dirigent och pianist
- 1921 – Jan Sterling, amerikansk skådespelare
- 1922 – Doris Day, amerikansk skådespelare och sångare
- 1924 – Marlon Brando, amerikansk skådespelare
- 1925
  - Åke Falck, svensk regissör, skådespelare, programledare och manusförfattare
  - Sven Wernström, svensk författare
- 1926 – Virgil I. Grissom, amerikansk astronaut
- 1928
  - Don Gibson, amerikansk countryartist
  - Kerstin Meyer, svensk operasångare, hovsångare och professor
- 1929
  - Poul Schlüter, dansk politiker, Danmarks statsminister 1982–1993
  - Miyoshi Umeki, japansk skådespelare
- 1930 – Helmut Kohl, tysk politiker, Västtysklands förbundskansler 1982–1990 och Tysklands förbundskansler 1990–1998
- 1932 – Irma Johansson, längdskidåkare, OS-guld i stafett 1960
- 1934 – Jane Goodall, brittisk primatolog, etolog och antropolog
- 1935 – Märta Tikkanen, finlandssvensk författare
- 1936 – Karl G Gustafson, svensk skådespelare med smeknamnet Kåge
- 1938 – Allan Larsson, svensk journalist och socialdemokratisk politiker, Sveriges finansminister 1990–1991
- 1941 – Jan Berry, amerikansk musiker i duon Jan and Dean
- 1943 – Richard Manuel, kanadensisk musiker, pianist och trumslagare i gruppen The Band
- 1946 – Hanna Suchocka, polsk politiker, Polens regeringschef 1992–1993
- 1948 – Carlos Salinas, mexikansk politiker, Mexikos president 1988–1994
- 1955 – Tomas Arana, amerikansk skådespelare
- 1957 – Lena Sommestad, svensk socialdemokratisk politiker, Sveriges miljöminister 2002–2006, landshövding i Hallands län 2014–2020
- 1958
  - Francesca Woodman, amerikansk fotograf
  - Alec Baldwin, amerikansk skådespelare
- 1959 – David Hyde Pierce, amerikansk skådespelare
- 1960 – Kaśka Krośny, polsk-svensk filmproducent
- 1961 – Eddie Murphy, amerikansk skådespelare, ståuppkomiker och sångare
- 1962 – Mike Ness, amerikansk musiker, sångare och gitarrist i gruppen Social Distortion
- 1963 – Criss Oliva, amerikansk gitarrist i metalbandet Savatage
- 1964 – Bjarne Riis, dansk cyklist
- 1967 – Malena Engström, svensk skådespelare
- 1968 – Sebastian Bach, kanadensisk sångare
- 1971 – Picabo Street, amerikansk alpin skidåkare
- 1972 – Jennie Garth, amerikansk skådespelare
- 1973
  - Vanna Rosenberg, svensk skådespelare och sångare
  - Andreas Carlsson, svensk musikproducent och låtskrivare
- 1974 – Robert "Robinson-Robban" Andersson, svensk dokusåpadeltagare
- 1976 – Pia Örjansdotter, svensk skådespelare
- 1979 – Steve Simonsen, brittisk fotbollsmålvakt
- 1982 – Tuomo Puumala, finländsk politiker
- 1986 – Amanda Bynes, amerikansk skådespelare
- 1990 – Sotiris Ninis, grekisk fotbollsspelare
- 1998 – Roberts Uldriķis, lettisk fotbollsspelare

## Avlidna
- 1287 – Honorius IV, omkring 77, påve sedan 1285
- 1702 – Claes Depken, 74, adlad Anckarström bergmästare född i Västerås
- 1747 – Leopold I av Anhalt-Dessau, 70, preussisk fältmarskalk
- 1769 – Gerhard Tersteegen, 71, tysk reformert mystiker och psalmdiktare
- 1823 – Erik Johan Stagnelius, 29, svensk lyriker
- 1859 – Tilghman Tucker, 57, amerikansk demokratisk politiker, guvernör i Mississippi 1842–1844
- 1868 – Franz Berwald, 71, svensk tonsättare
- 1882 – Jesse James, 34, amerikansk revolverman och brottsling (mördad)
- 1897 – Johannes Brahms, 63, tysk tonsättare
- 1899 – Theodor Decker, 60, finländsk arkitekt
- 1918 – Olof Palme, 33, svensk historiker (stupad under finska inbördeskriget)
- 1924 – Ebenezer J. Ormsbee, 89, amerikansk republikansk politiker, guvernör i Vermont 1886–1888
- 1927 – Maria Sandel, 56, svensk författare
- 1930 – Emma Albani, 82, kanadensisk operasångare
- 1941 – Pál Teleki von Szék, 61, ungersk greve, vetenskapsman och politiker, Ungerns premiärminister 1920–1921 och sedan 1939 (självmord)
- 1948 – Bror Berger, 74, svensk skådespelare, manusförfattare, regissör och producent
- 1950 – Kurt Weill, 50, tysk-amerikansk kompositör
- 1952
  - Albin Hagström, 46, svensk företagare, grundare av instrumenttillverkaren AB Albin Hagström
  - Miina Sillanpää, 85, finsk journalist och socialdemokratisk politiker
- 1971 – Gabriel Rosén, 60, svensk skådespelare
- 1972 – Buford Ellington, 64, amerikansk demokratisk politiker, guvernör i Tennessee 1959–1963 och 1967–1971
- 1975 – Mary Ure, 42, brittisk skådespelare
- 1978 – Karl Asplund, 87, svensk författare och poet
- 1981 – Juan Trippe, 81, amerikansk företagare och flygpionjär
- 1982 – Warren Oates, 53, amerikansk skådespelare
- 1991 – Graham Greene, 86, brittisk författare
- 1996 – Ron Brown, 54, amerikansk demokratisk politiker, USA:s handelsminister sedan 1993 (flygolycka)
- 1999 – Lionel Bart, 68, brittisk populärmusik- och musikalkompositör
- 2000 – Terence McKenna, 53, amerikansk författare och filosof
- 2002 – Fad Gadget, 45, brittisk syntmusiker
- 2004 – Marjo Bergman, 82, svensk mannekäng och skådespelare
- 2009 – Elsie Albiin, 87, svensk skådespelare
- 2011
  - Kevin Jarre, 56, amerikansk filmmanusförfattare och producent
  - Jackie Söderman, 83, svensk regissör och koreograf
- 2013
  - Michael Lindén, 42, svensk försvarsadvokat
  - Ruth Prawer Jhabvala, 85, tyskfödd brittisk-amerikansk-indisk författare och manusförfattare
- 2014
  - Régine Deforges, 78, fransk författare, journalist och förläggare
  - Tommy Lynn Sells, 49, amerikansk seriemördare (avrättad)
- 2017 – John Chrispinsson, 60, svensk journalist och tv-programledare
- 2018 – Barbro "Lill-Babs" Svensson, 80, svensk sångerska
- 2022 – Gunnel Ginsburg, 79, svensk illustratör.
- 2023
  - Jack Vreeswijk, 59, svensk sångare och låtskrivare
  - Nigel Lawson, 91, brittisk konservativ politiker, finansminister 1983–1989